# موسینینگ
موسینینگ (به آلمانی: Moosinning) یک شهر در آلمان است که در بایرن واقع شده‌است.

## خصوصیات
موسینینگ ۳۹٫۹۶ کیلومترمربع مساحت دارد ۴۸۹ متر بالاتر از سطح دریا واقع شده‌است.